# Paracorymbia simplonica
Paracorymbia simplonica är en skalbaggsart som först beskrevs av Leon Fairmaire 1885.  Paracorymbia simplonica ingår i släktet Paracorymbia och familjen långhorningar.
Artens utbredningsområde är Frankrike. Utöver nominatformen finns också underarten P. s. ondreji.